# 日记账
日记账可指：
- 普通日记账，记录不符合组织使用的任何特殊日记账的条目
- 特殊日记账，如销售日记账、采购日记账、现金收入日记账、付款日记账等。